# 中ノ口川大橋
中ノ口川大橋（なかのくちがわおおはし）は、新潟県新潟市の中ノ口川に架かる橋長128 m（メートル）の新潟県道46号新潟中央環状線の道路橋梁。
新潟県道46号新潟中央環状線の中ノ口工区として建設が進められ、2021年（令和3年）2月15日に開通した。

## 概要
新潟県道46号新潟中央環状線の中ノ口川を渡河する区間「中ノ口工区」として2010年（平成22年）度から整備が進められていた。
2015年（平成27年）より、株式会社廣瀬により橋台の工事が着手された。工事が河川の非出水期に制限されたため工期は3年に渡った。
2020年（令和2年）7月には、建設中の橋の名前が「中ノ口川大橋」となることが決定した。

### 諸元
諸元については藤木鉄工の工事経歴書を出典としている。
- 形式 - 鋼3径間連続非合成少数鈑桁橋
- 橋長 - 128.000 m
  - 支間割 - 38.7 m+49.0 m+38.7 m
- 幅員 - 15.500 m
  - 車線数 - 2車線
- 施工 - 藤木鉄工（上部工）
- 鋼重 - 423 t

## 水難事故の慰霊碑

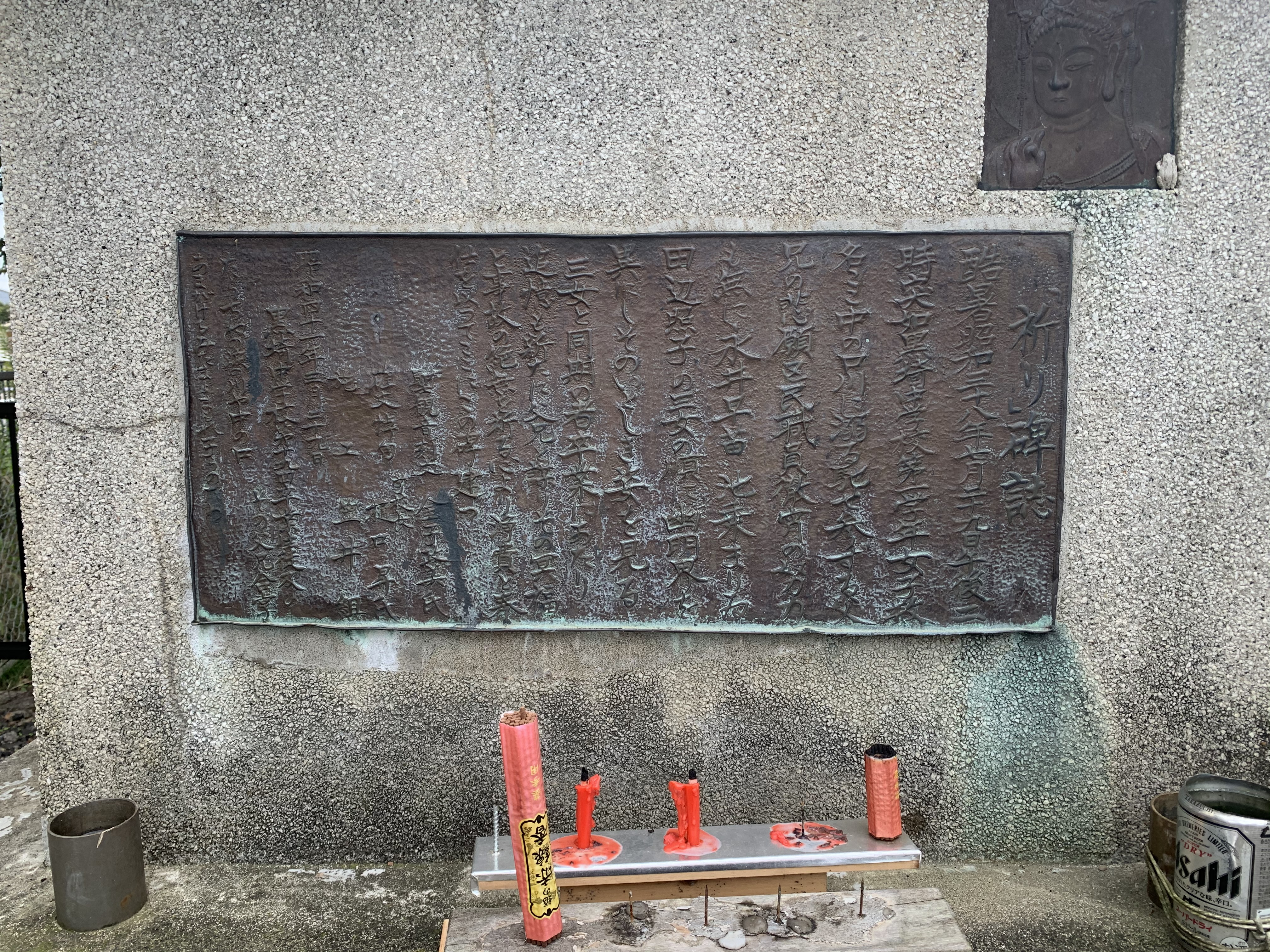
水難事故の慰霊碑の碑文

中ノ口川大橋の左岸（西区板井側）には、かつて、慰霊碑が建立されていた。この慰霊碑は、1963年（昭和38年）7月29日に発生した水難事故の慰霊碑で、当時、黒埼中学校に在学していた女子生徒3名が亡くなった。この事故は、当時、中学校にはプールが無く、現場から500 m下流の松橋橋付近が水泳地域に指定されていたものの、地域民に連絡が行き届かず、遊泳禁止の場所で泳いだ結果深みにはまった事故だった。慰霊碑は1966年（昭和41年）建立。橋の建設に伴い、現在は西区板井地区内の板井公民館の敷地内に移設されている。